# Helenasaldula
Helenasaldula is een geslacht van wantsen uit de familie van de Saldidae (Oeverwantsen). Het geslacht werd voor het eerst wetenschappelijk beschreven door Cobben in 1976.

## Soorten
Het genus is monotypisch en bevat alleen de volgende soort:

- Helenasaldula aberrans (White, 1878)